# 密陽朴氏
密陽朴氏（ミリャンパクし、みつようぼくし、밀양박씨）は、朝鮮の氏族の一つ。本貫を密陽とする。2015年に韓国で行われた国勢調査での人口は3,103,942人。韓国においては、金海金氏に次いで大きな氏族集団であり、朴姓のうち70%以上が所属する最大の本貫である。
統一新羅末期の第54代王・景明王の長男・密城大君朴彦忱を始祖とする。朴彦忱は新羅初代王朴赫居世の30世孫とされており、朴赫居世を始祖とすることもある。
その末裔は、高麗で大臣を務めた朴彦孚を派祖とする門下侍中公派など、10余りの分派に分かれている。
始祖の新羅の初代国王・赫居世が井戸から生まれたという伝説があるため、創氏改名に際して「新井」を名乗った人が多い。
高霊朴氏、咸陽朴氏、竹山朴氏、商山朴氏、全州朴氏、順天朴氏、月城朴氏、蔚山朴氏、寧海朴氏、江陵朴氏、慶州朴氏と共に朴氏大宗親会（新羅五陵保存会）をなしている。

## 人口分布と集姓村
人口数、割合はいずれも2015年統計。集姓村のある地域は以下の通りである。
- 忠清南道礼山郡（5,392人、総人口の7.19%）
- 忠清北道清州市興徳区（13,799人、総人口の5.87%）
  - 五松邑蓮堤里
- 慶尚北道清道郡（4,368人、総人口の11.68%）
  - 錦川面薪旨洞
- 慶尚南道密陽市（7,480人、総人口の7.9%）
- 慶尚南道宜寧郡（1,768人、総人口の7.21%）
- 全羅南道珍島郡（4,469人、総人口の16.19%。全国で総人口に占める比例が最も高い地域である）
  - 鳥島面
  - 義新面七田里[6]